# Vĩnh Lợi, Cần Thơ
Vĩnh Lợi là một xã thuộc thành phố Cần Thơ, Việt Nam.

## Địa lý
Xã Vĩnh Lợi có vị trí địa lý:
- Phía đông giáp xã Phú Lộc
- Phía tây giáp phường Mỹ Quới
- Phía nam giáp tỉnh Cà Mau
- Phía bắc giáp xã Tân Long.

Xã Vĩnh Lợi có diện tích 76,82 km², dân số năm 2024 là 24.319 người, mật độ dân số đạt 316 người/km².

## Lịch sử
Năm 1905, thành lập làng Vĩnh Lợi trên cơ sở 4 ấp: Vĩnh Thanh, Vĩnh Thành, Vĩnh Thạnh, Vĩnh Trị thuộc quận Phước Long, tỉnh Rạch Giá.
Ngày 20 tháng 9 năm 1975, Bộ Chính trị ban hành Nghị quyết số 245-NQ/TW về việc hợp nhất tỉnh Cần Thơ (ngoại trừ huyện Thốt Nốt), tỉnh Sóc Trăng, tỉnh Trà Vinh, tỉnh Vĩnh Long thành một tỉnh, tên gọi tỉnh mới cùng với nơi đặt tỉnh lỵ sẽ do địa phương đề nghị lên.
Ngày 20 tháng 12 năm 1975, Bộ Chính trị ban hành Nghị quyết số 19/NQ về việc hợp nhất tỉnh Cần Thơ (bao gồm cả huyện Thốt Nốt của tỉnh Long Xuyên), tỉnh Sóc Trăng thành một tỉnh mới, tên gọi tỉnh mới cùng với nơi đặt tỉnh lỵ sẽ do địa phương đề nghị lên.
Ngày 24 tháng 2 năm 1976, Chính phủ Cách mạng lâm thời Cộng hòa miền Nam Việt Nam ban hành Nghị định số 3/NQ/1976 về việc hợp nhất tỉnh Cần Thơ, tỉnh Sóc Trăng và thành phố Cần Thơ thành một tỉnh mới, lấy tên là tỉnh Hậu Giang.
Ngày 21 tháng 4 năm 1979, Hội đồng Chính phủ ban hành Quyết định số 174-CP về việc:
- Chia xã Châu Hưng thuộc huyện Thạnh Trị thành xã Châu Hưng và xã Nam Quang.
- Chia xã Vĩnh Lợi thuộc huyện Thạnh Trị thành xã Vĩnh Lợi và xã Vĩnh Tân.

Ngày 16 tháng 9 năm 1989, Hội đồng Bộ trưởng ban hành Quyết định số 128-HĐBT về việc:
- Sáp nhập xã Nam Quang vào xã Châu Hưng.
- Sáp nhập xã Vĩnh Tân vào xã Vĩnh Lợi.

Sau khi phân vạch địa giới hành chính:
- Xã Châu Hưng có 4,564,23 ha diện tích tự nhiên và 16.095 nhân khẩu.
- Xã Vĩnh Lợi có 4,547,21 ha diện tích tự nhiên và 10.422 nhân khẩu.[9]

Ngày 26 tháng 12 năm 1991, Quốc hội ban hành Nghị quyết về việc chia tỉnh Hậu Giang thành tỉnh Cần Thơ và tỉnh Sóc Trăng.
Ngày 1 tháng 4 năm 2003, Chính phủ ban hành Nghị định số 31/2003/NĐ-CP về việc thành lập xã Vĩnh Thành thuộc huyện Thạnh Trị trên cơ sở 2.562,47 ha diện tích tự nhiên và 4.795 người của xã Vĩnh Lợi.
Sau khi điều chỉnh địa giới hành chính, xã Vĩnh Lợi còn lại 2.263,74 ha diện tích tự nhiên và 5.346 người.
Ngày 31 tháng 10 năm 2003, Nghị định số 127/2003/NĐ-CP về việc:
- Thành lập huyện Ngã Năm thuộc tỉnh Sóc Trăng.
- Các xã Châu Hưng, Vĩnh Lợi, Vĩnh Thành thuộc huyện Thạnh Trị.

Ngày 26 tháng 11 năm 2003, Quốc hội ban hành Nghị quyết số 22/2003/QH11 về việc chia tỉnh Cần Thơ thành thành phố Cần Thơ trực thuộc trung ương và tỉnh Hậu Giang.
Ngày 23 tháng 12 năm 2009, Chính phủ ban hành Nghị quyết số 64/NQ-CP về việc thành lập thị trấn Hưng Lợi thuộc huyện Thạnh Trị trên cơ sở điều chỉnh 1.947,19 ha diện tích tự nhiên và 11.901 người của xã Châu Hưng.
Sau khi điều chỉnh địa giới hành chính, xã Châu Hưng còn lại 2.883,57 ha diện tích tự nhiên và 6.211 người.
Tính đến ngày 31/12/2024:
- Xã Châu Hưng có 7 ấp: 13, 23, Kinh Ngay 2, Quang Vinh, Tàn Dù, Tràm Kiến, Xóm Tro 2.
- Xã Vĩnh Lợi có 7 ấp: 11, 12, 13, 14, 15, 16/2, Tân Biên.
- Xã Vĩnh Thành có 7 ấp: 16/1, 17, 19, 20, 22, 23, Vĩnh Thắng.

Ngày 12 tháng 6 năm 2025, Quốc hội ban hành Nghị quyết số 202/2025/QH15 về việc sắp xếp đơn vị hành chính cấp tỉnh (nghị quyết có hiệu lực từ ngày 12 tháng 6 năm 2025). Theo đó, sáp nhập tỉnh Hậu Giang và tỉnh Sóc Trăng vào thành phố Cần Thơ.
Ngày 16 tháng 6 năm 2025, Ủy ban Thường vụ Quốc hội ban hành Nghị quyết số 1668/NQ-UBTVQH15 về việc sắp xếp các đơn vị hành chính cấp xã của thành phố Cần Thơ năm 2025 (nghị quyết có hiệu lực từ ngày 16 tháng 6 năm 2025). Theo đó, sáp nhập toàn bộ 28,71 km² diện tích tự nhiên, quy mô dân số là 9.180 người của xã Châu Hưng; toàn bộ 25,87 km² diện tích tự nhiên, quy mô dân số là 7.551 người của xã Vĩnh Thành vào toàn bộ 22,24 km² diện tích tự nhiên, quy mô dân số là 7.588 người của xã Vĩnh Lợi thuộc huyện Thạnh Trị, tỉnh Sóc Trăng.
Xã Vĩnh Lợi có 76,82 km² diện tích tự nhiên và quy mô dân số là 24.319 người.